# Julio Granda
Julio Ernesto Granda Zúñiga (nascido em Camaná, Peru, em 25 de fevereiro de 1967), é um enxadrista peruano, primeiro Grande Mestre Internacional de seu país (1986).

## Biografia
Julio Ernesto Granda Zúñiga é um grande maestro internacional de xadrez nascido a 25 de fevereiro de 1967 em Camaná, Arequipa, Peru. Desde 1986, durante 30 anos seguidos, figura na classificação da FIDE como o número um de seu país.
Julio aprendeu a jogar aos 5 anos de idades, antes ainda de saber ler e escrever. Rapidamente a precocidade de Granda fez-se patente ao superar seus irmãos maiores e inclusive a seu pai, que se viu obrigado a inscrevê-lo em torneios locais e regionais. Seu pai lhe deu as primeiras aulas usando livros e material recompilado de jornais. Granda classificou-se para a final do Campeonato Nacional Absoluto do Peru quando tinha apenas nove anos.
No ano 1977, o mestre internacional argentino Jorge Szmetan visitou o Peru e derrotou Julio com facilidade. Em seu regresso a Buenos Aires, teve o generoso gesto de enviar-lhe os quatro tomos da obra Tratado General de Ajedrez do maestro argentino Roberto Grau. Era evidente que o  talento peruano precisava de um curso bem estruturado para seguir progredindo, já que seu entendimento posicional do xadrez era ainda limitado. 
Em 1980 ganhou o Mundial Infantil em Mazatlán, México. Ao voltar ao Peru foi recebido no palácio de governo pelo presidente da República. Dois anos depois, e graças a uma generosa bolsa de estudos, foi viver em Lima. Em 1984, venceu o Campeonato Panamericano Juvenil e conquistou o título de Mestre Internacional.
Em 1986 foi convidado a Cuba, com todas as despesas pagas. Por lá participou de vários torneios,  vencendo quase todos. Obteve então a definitiva norma que lhe garantiu o título de Grande Mestre Internacional, ao empatar em primeiro lugar no tradicional torneio "Memorial Capablanca".
Eram bons tempos para o xadrez, ocorrendo muitos torneios, principalmente na Europa e particularmente na Espanha, onde Julio começou a ser um assíduo visitante. Em 1992, esteve entre os 25 melhores enxadristas do mundo; a melhor posição de sua carreira.
Em 1998 retirou-se da prática do xadrez e esteve dedicado a atividades agrícolas em sua cidade natal Camaná. No ano de 2002, voltou a jogar, ganhando pela quinta vez o Campeonato Nacional Absoluto do Peru e, no ano seguinte o "Memorial Capablanca" em Havana, 
Desde 2008 reside em Salamanca, na Espanha, junto a sua esposa Marilyn Tejada e seus quatro filhos: Lereyda, Julio, Mariela e Alonso. Esta nova etapa, vivendo de maneira estável na Europa, permitiu-lhe participar em muitos torneios e pouco a pouco melhorar sua posição no ranking mundial. Na sua longa carreira de mais de 36 anos representando internacionalmente o Peru, participou em pelo menos 300 torneios, ganhando mais de 60 na modalidade pensada. 
Julio Granda jogou as Olimpíadas de Xadrez pelo Peru em 1986, 1988, 1990, 1992, 1994, 1996, 2002, 2004, 2006, 2010 e 2014.

## Estilo
Julio Granda não é afeito ao estudo de teoria de aberturas. Afirma que só leu um livro de xadrez, o terceiro tomo do Tratado General de Ajedrez de Roberto Grau. Contudo, admite ler revistas e repassar o Informador, o que unido a sua excelente memória, lhe permitiu ganhar torneios e títulos importantes.